# 26. Klavierkonzert (Mozart)
Das 26. Klavierkonzert in D-Dur, KV 537 ist ein Klavierkonzert von Wolfgang Amadeus Mozart. Nach einer abweichenden Zählung, in der nur die reinen und vollständig von Mozart stammenden Klavierkonzerte gezählt werden, ist es sein 20. Klavierkonzert.

## Entstehung
Das 26. Klavierkonzert trägt den allgemein verwendeten Beinamen Krönungskonzert. Das Werk entstand im Februar 1788 in Wien, über ein Jahr nach dem vorausgegangenen 25. Klavierkonzert KV 503. In dieser Zeit entstanden auch die letzten drei großen Sinfonien Mozarts. Das 26. Klavierkonzert wurde erstmals 1789 in Dresden aufgeführt. Seinen Namen und wahrscheinlich auch seine Bestimmung hat es anlässlich seiner Aufführung zur Kaiserkrönung Leopolds II. 1790 in Frankfurt. Dort wurde es am 15. Oktober zusammen mit dem 19. Klavierkonzert KV 459 in einem Festkonzert gespielt.

## Zur Musik

### 1. Satz: Allegro moderato
Der Kopfsatz beginnt eher verhalten in piano, bevor feierliche Trompetenklänge das Orchestertutti einläuten. Ein zweites ebenfalls zunächst piano vorgetragenes Thema wirkt verschmitzt und zieht einen längeren Nachsatz mit sich, welcher jedoch kaum als eigenständiges drittes Thema zu bewerten ist. Die folgende Soloexposition beginnt mit dem solo vorgetragenen ersten Thema und erweitert anschließend das zweite Thema erheblich. Die folgende Durchführung geht zunächst motivisch vor, endet jedoch nahezu improvisatorisch. Die musikalische Gestaltung ist nicht von gewohnter Qualität, sondern beschränkt sich oftmals auf Tonleiterläufe. Einzig der Beginn der Durchführung besteht durch eine Wendung nach Moll aus dramatischen Elementen. Die Reprise verläuft im Wesentlichen regelgerecht und führt relativ unvermittelt zur Solokadenz. Der Satz endet anschließend mit einem ungewöhnlich kurzen Schlussritornell mit einigen festlichen Akkorden.

### 2. Satz: Larghetto
Die Tempobezeichnung Larghetto stammt nicht von Mozart selbst, welcher den Satz in den Skizzen mit Romanze betitelte. Er hat einen einfachen dreiteiligen Aufbau. Ein einfaches, friedliches Thema in A-Dur wird vom Soloklavier vorgestellt und sofort vom Orchester beantwortet. Der folgende Mittelteil ist in sich zweigeteilt und beginnt mit unregelmäßiger Periodisierung der Thematik. Ein modulierender Teil durchwandert anschließend die Tonarten e-Moll, h-Moll, a-Moll und C-Dur. Es folgt die Wiederholung des ersten Teils. Eine kurze und einfache Coda beendet den Satz.

### 3. Satz: Allegretto
Der Finalsatz entspricht dem häufig von Mozart verwendeten Typus des großen Rondos. Es stellt den musikalisch noch bedeutendsten Satz des Konzertes dar. Das Soloklavier stellt ein einfaches, vergnügtes Thema vor, welches vom Orchester mit Paukenakzentuierungen aufgenommen wird. Dieses Refrainthema bekommt noch einen Anhang, welcher eher als komplementäres Hauptthema bezeichnet werden kann, als die Bezeichnung als zweites Thema zu rechtfertigen. Das erste Couplet wendet sich kurzzeitig nach a-Moll und besteht vor allem aus Tonleiterläufen des Solisten. Anstelle eines zweiten Couplets fügt Mozart eine kleine Durchführung ein, wie er das bereits in einigen Konzerten getan hatte, und verquickt somit Rondoform und Sonatensatzform. Diese Durchführung verwendet hauptsächlich das Komplementärthema und moduliert von h-Moll über B-Dur nach G-Dur. Es folgt die Wiederholung des ersten Couplets, welche mittels eines Eingangs des Soloklaviers zur Wiederkehr des Refrainthemas überleitet. Eine feierliche Coda beendet das Rondo.

## Stellenwert
Das 26. Klavierkonzert gehört äußerlich ebenfalls zu den sinfonischen Klavierkonzerten, wie alle Klavierkonzerte Mozarts seit dem 20. Klavierkonzert KV 466. Die Besetzung ist ebenso groß wie beispielsweise in den festlichen Konzerten KV 451 oder KV 467. Mozart schreibt auch für dieses Konzert die Verwendung von Trompeten und Pauke vor, was kaum überrascht, angesichts der Bestimmung des Konzertes für eine kaiserliche Krönungsfeier.
Hinsichtlich der musikalischen Qualität dieses Konzertes befinden einige Kritiker, dieses stehe keinesfalls in der Tradition der großen Wiener Konzerte. Die Themen seien kaum bedeutend und die Klaviertechnik einfach gehalten. Sie bestehe vorwiegend aus Tonleiterläufigkeit und beinhalte keinerlei innovative Momente. Auch strukturell gehe Mozart hier keine neuen Wege, sondern halte sich an ältere Formprinzipien. Durch diese Aspekte bestehe eine Nähe zu den frühen, unreiferen Konzerten Mozarts. Da das Werk für eine Krönungsfeier konzipiert ist, scheine es nicht verwunderlich, dass der Künstler Mozart hier hinter den äußeren Effekt und die gesellschaftlichen und adligen Konventionen zurücktrete, wie er es eigentlich schon lange nicht mehr zu tun pflegte. Dies sei ein Zugeständnis, wie es schon bei Beethoven nicht mehr vorkommen wird.
Mitsuko Uchida und Collin Davis haben hingegen ein positiveres Bild des Klavierkonzertes und beschrieben es als „unterschätztes Meisterwerk“.